# 班女
『班女』（はんじょ）は、世阿弥作と考えられる能の一つである。紅入り（若い娘）の狂女物だが、クルイ（激し乱れた心を表現する舞のパターン）の部分がなく、ひたすら扇に恋人を偲ぶ姿が舞と謡で表現される。
「班女」は「班氏の女（むすめ）」の謂で、具体的には班婕妤を指す。班婕妤は前漢の成帝の愛人であったが、趙飛燕にその座を奪われ、捨てられた我が身を秋の扇になぞらえて詩『怨歌行』を作った。この故事に因んでシテが「班女」と渾名されている。
扇物狂いと呼ばれるほど扇が目立つ。秋の扇は砧と並んで侘びしいものであった。

## 粗筋
狂言口開でアイによって班女の名の由来と、吉田の少将との恋がてきぱきと説明される。遊女である班女は本名を花子（はなご）というが、扇を愛好し班女と呼ばれた。班女は京より東下りの吉田の少将と恋に落ち、互いに扇を取り交わす。少将が旅立って以降班女は酌も取らずに扇を見つめている毎日である。そのため宿から追い出されてしまう。
ワキ（吉田の少将）が現われ、都からまた野上に来たと道行きを説明する。ところが契ったはずの花子はいない。「花子が京に来る事があれば立ち寄ってくれ」と言付けて京に向かう。
ここで場面は京都（糺の森）に移る。一声（シテの登場を示す笛の吹奏法）があり、後ジテが現われる。恋に泣く身を「いかに狂女なにとてけふは狂はぬぞ面白ろう狂ひ候へ」などと神社（下鴨神社）で見物人にからかわれる始末である。ところが片時も離さなかった扇に眼を留めた男があった。形見の扇に恋人を偲び中国の古籍をふんだんに引用した謡とともに序ノ舞（現在では中ノ舞）を舞う班女。男は（オリジナルではツレを介して）声をかけるが「これは愛しい人の形見だから」と拒否される。さらに声をかけ、扇を見せあえば、それが少将との再会であった。「それぞと知られ白雪の、扇のつまの形見こそ、妹背の中の情なれ、妹背の中の情なれ」（トメ拍子）。

## 資料
- 岩波書店 日本古典文学大系 『謡曲集』上 「世阿弥の能」。謡の引用部分は同書第4刷、p.344, 第6行及び p.347, 最終2行。

## 関連作品
- 『花子 (狂言)』 - 後日譚。ただし花子自身は登場せず、男とその妻とのやりとり。
- 『隅田川 (能)』 - 後日譚。この作品からさらに人形浄瑠璃や歌舞伎の隅田川物がつくられた。
- 三島由紀夫『近代能楽集#班女』の題材になった。